# Birsigthalbahn-Gesellschaft

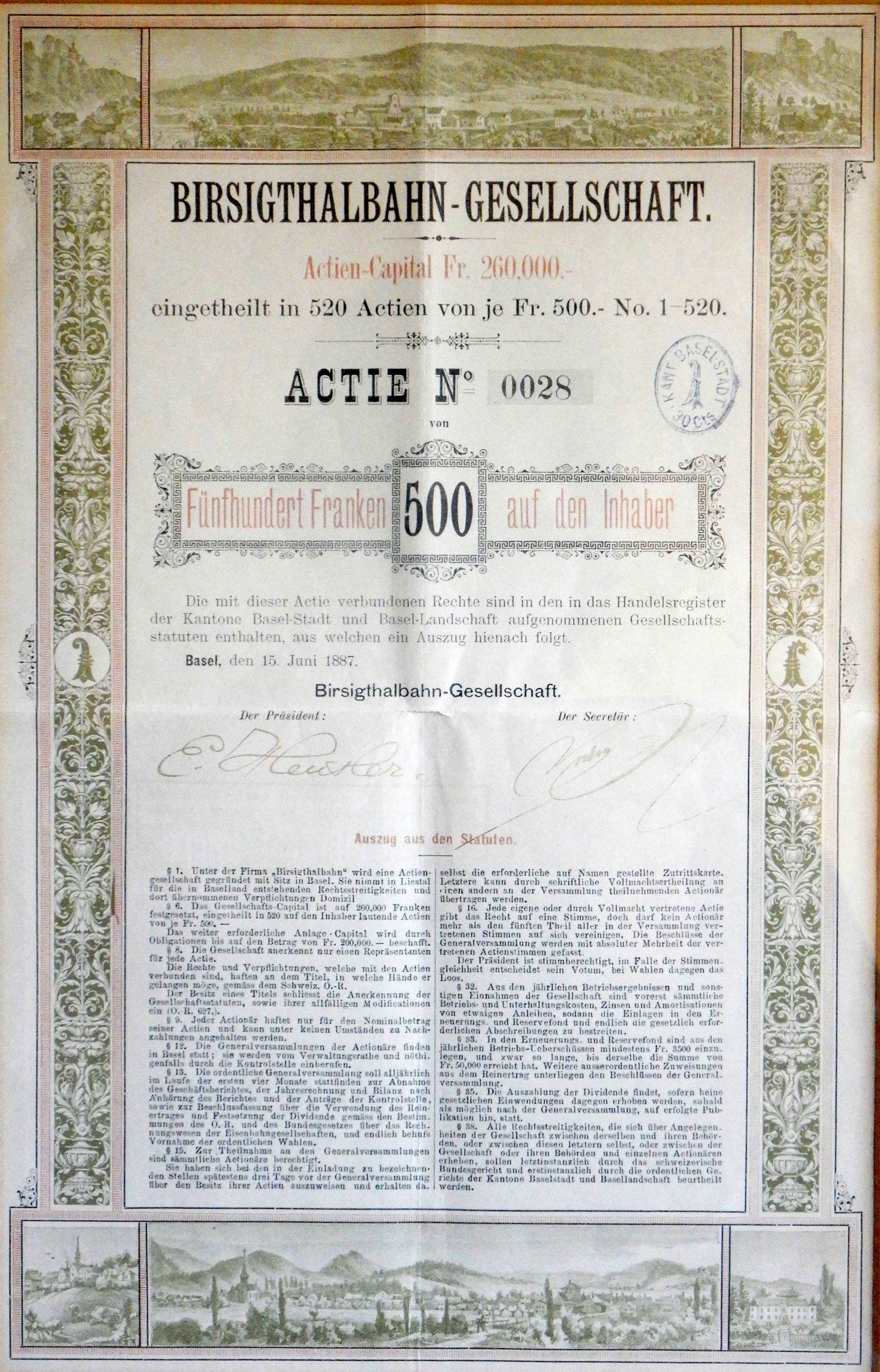
Aktie der Birsigthalbahn (1887)

Die Birsigthalbahn-Gesellschaft, infolge der Orthographischen Konferenz von 1901 später teilweise Birsigtalbahn geschrieben, war eine Eisenbahngesellschaft in der Schweiz. Die Abkürzung lautete BTB, Unternehmenssitz der Aktiengesellschaft war Basel. Sie war Eigentümer und Betreiber der in den Jahren 1887 bis 1910 eröffneten Bahnstrecke Basel–Rodersdorf, die bei Leymen auch ein kurzes Stück über französisches Gebiet führt. Die Gesellschaft fusionierte zum 1. Januar 1974 mit der Birseckbahn (BEB), der Trambahn Basel-Aesch (TBA) und der Basellandschaftlichen Ueberlandbahn (BUeB) zur damals neu gegründeten Baselland Transport AG (BLT). Die Fahrzeuge der Birsigthalbahn waren zuletzt hellblau-weiss lackiert. 